# Phaeoceros himalayensis
Phaeoceros himalayensis là một loài rêu trong họ Anthocerotaceae. Loài này được Prosk. mô tả khoa học đầu tiên.. Danh pháp khoa học của loài này chưa được làm sáng tỏ. 